# Línea 17/19 (Maldonado)
La línea 17/19 es una línea de transporte público de carácter nocturno del departamento de Maldonado, Uruguay. Sale de Maldonado y su destino es Punta del Este.

## Recorridos
Este servicio realiza su trayecto pasando por las siguientes ubicaciones:
- Punta del Este
- Francia (P2)
- Punta Shopping
- Terminal de Maldonado
- Battle y Ordóñez
- Hospital de Maldonado

## Horarios
En contraste con la mayoría de las líneas del sistema, sus salidas se concretan en horarios nocturno y matutino; la primera se da media hora antes de las 12:00 AM del día siguiente, mientras que la última parte a las 6 de la mañana (todos aproximados).